# 馬斯利夫卡 (米羅諾夫卡區)
49°43′18″N 31°9′35″E / 49.72167°N 31.15972°E

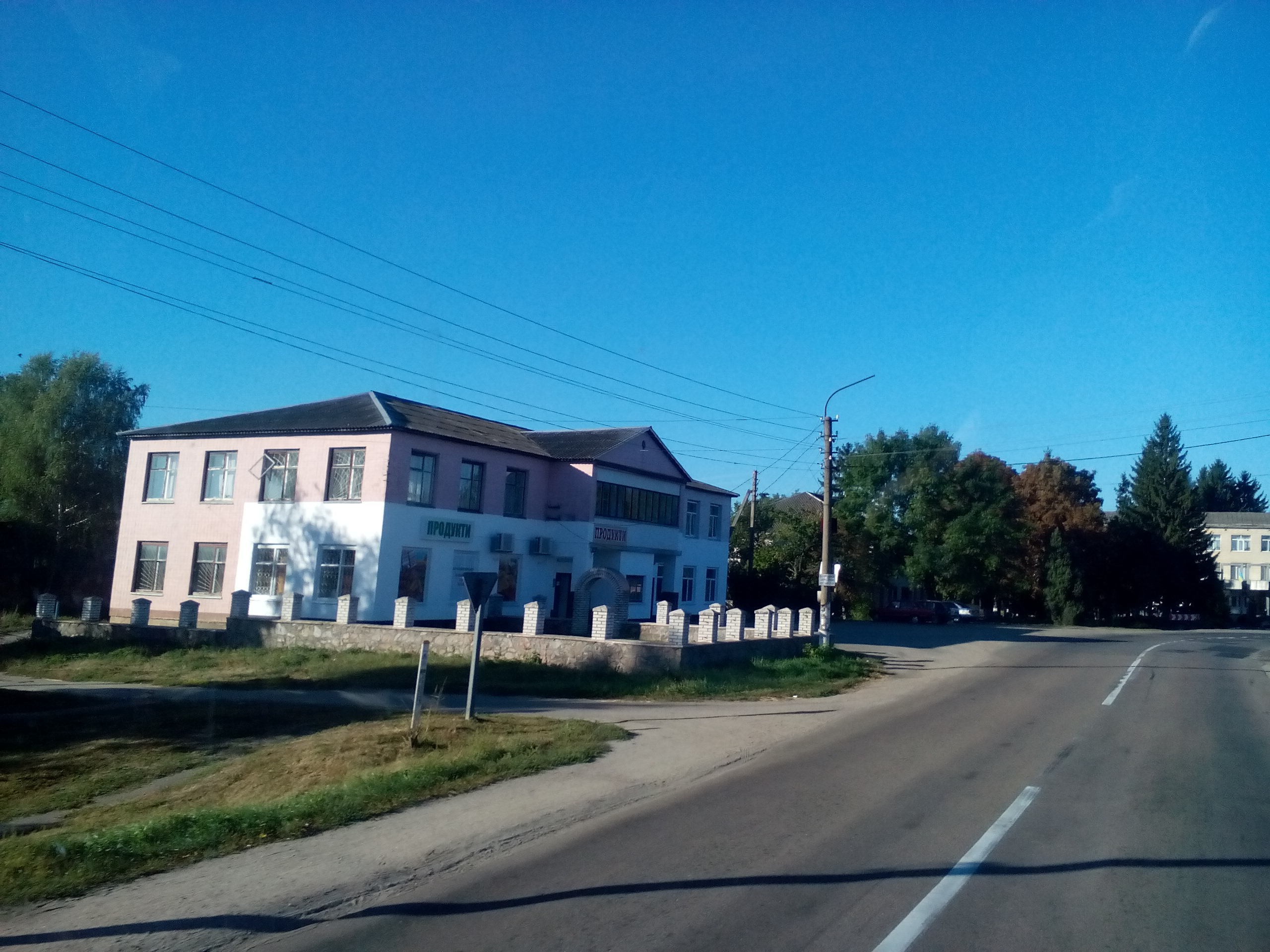

馬斯利夫卡（烏克蘭語：Маслівка）是位於烏克蘭北部的村莊，由基辅州奧布希夫區的米羅尼夫卡市鎮負責管轄。該村始建於1622年，面積31.7平方公里，海拔高度132米，2001年人口1,910，人口密度每平方公里31.7人。